# Cantó de Colombes-Nord-Est
El cantó de Colombes-Nord-Est és un antic cantó francès del departament dels Alts del Sena, que estava situat al districte de Nanterre. Comptava amb part del municipi de Colombes.

## Municipis
- Colombes (part)

## Història
| Data d'elecció                           | Identitat       | Partit | Qualitat |
| ---------------------------------------- | --------------- | ------ | -------- |
| 1985-                                    | Michèle Fritsch | PCF    |          |
| les dades anteriors no són pas conegudes |                 |        |          |
|                                          |                 |        |          |

## Demografia
| A partir de 1990: Població sense dobles comptes |